# 5-氰基吲哚
5-氰基吲哚或吲哚-5-甲腈是一种有机化合物，化学式为C9H6N2。它可由5-溴吲哚和氰化亚铜在碘化钾催化下于N-甲基吡咯烷酮中反应制得。它和焦碳酸二叔丁酯在4-二甲氨基吡啶催化下于四氢呋喃中反应，可以得到5-氰基吲哚-1-甲酸叔丁酯。